# 1786 au Canada
Pour un article plus général, voir Chronologie du Canada.
Cet article traite des événements qui se sont produits durant l'année 1786 au Canada.

## Événements

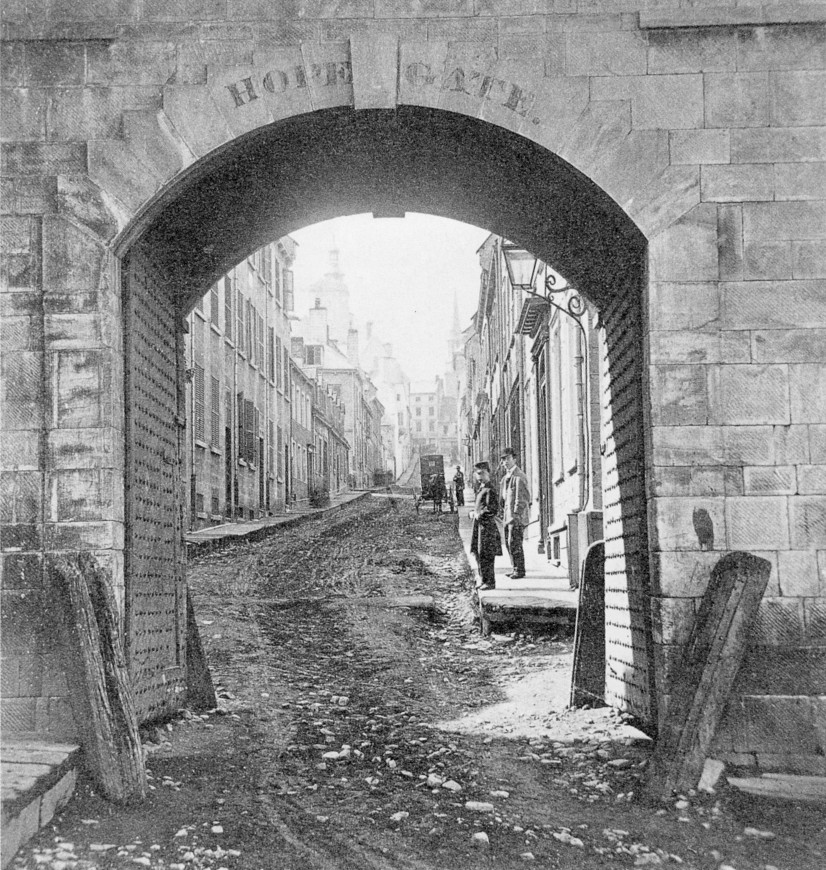
Porte Hope à Québec construite en 1786 mais maintenant détruite.

- 3 janvier : Ouverture de la 1re législature du Nouveau-Brunswick.
- 22 avril : Guy Carleton est nommé gouverneur de toutes les colonies de l'Amérique du Nord britannique.
- 20 mai : Thomas Carleton devient lieutenant-gouverneur du Nouveau-Brunswick.
- John Molson fonde la Brasserie Molson à Montréal.
- Le prince William Henry qui sera le futur roi Guillaume IV du Royaume-Uni vient au Canada à titre de commandant de navire. Il est le premier membre d'une famille royale à venir au Canada.
- Fondation d'un premier Fort Providence[1] près de l'emplacement de Yellowknife et de Fort Resolution[2] au Grand lac des Esclaves par la Compagnie du Nord-Ouest.
- Arrivée des Acadiens dans le Madawaska.

### Côte du Pacifique

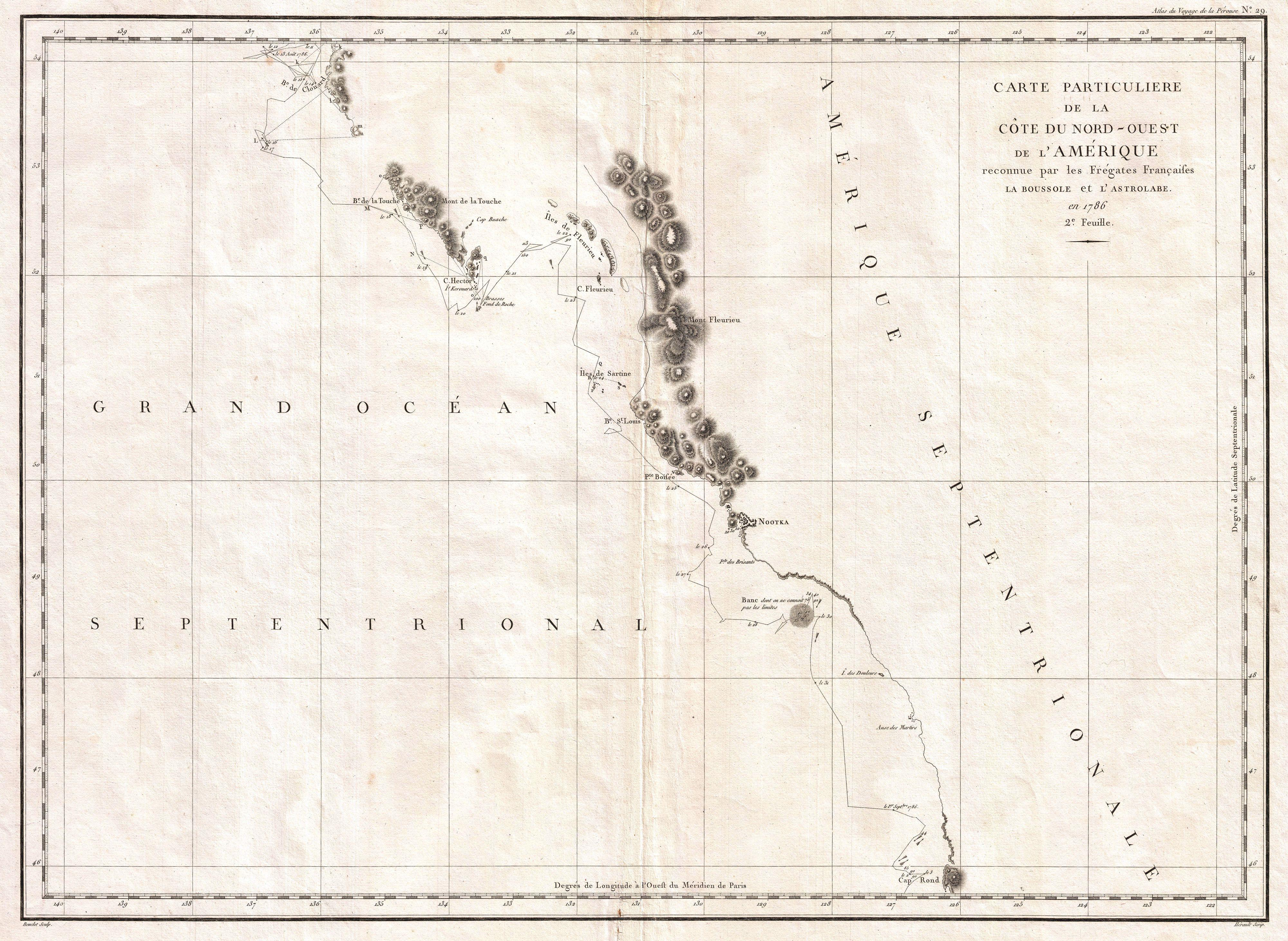
Carte de Vancouver et de la Colombie-Britannique au Canada réalisé par le français La Pérouse en 1786

- George Dixon  explore la côte de l'actuelle Colombie-Britannique et nomme les Îles de la Reine-Charlotte.
- Jean-François de La Pérouse explore et cartographie la côte ouest de l'actuelle Colombie-Britannique.

## Naissances
- 15 avril : John Franklin, explorateur.
- 7 octobre : Louis-Joseph Papineau, avocat, homme politique et seigneur de la Petite-Nation.
- 30 octobre : Philippe Aubert de Gaspé, écrivain.

## Décès
- 28 mars : Pierre du Calvet, commerçant et juge.